# Токийский призрак
«Токийский призрак» (англ. Tokyo Ghost) — серия комиксов, которую в 2015—2016 годах издавала компания Image Comics.

## Синопсис
Действие происходит в 2089 году. Люди стали полностью зависимы от технологий. Главными героями являются констебли Лед Дент и Дебби Декей, которые отправляются в Токио, чтобы поймать преступника.

### Выпуски
| №  | Название                        | Дата выхода      | Оценка на Comic Book Roundup    | Предполагаемый объём продаж (первый месяц) |
| -- | ------------------------------- | ---------------- | ------------------------------- | ------------------------------------------ |
| 1  | This One Last Job               | 16 сентября 2015 | 8,6 из 10 на основе 28 рецензий | 39 682, позиция в Северной Америке — 33    |
| 2  | The Human Resistance is Failing | 21 октября 2015  | 8,3 из 10 на основе 9 рецензий  | 27 688, позиция в Северной Америке — 83    |
| 3  | Pretty Appealing                | 18 ноября 2015   | 9,1 из 10 на основе 6 рецензий  | 25 198, позиция в Северной Америке — 102   |
| 4  | Tin Flower Dent                 | 16 декабря 2015  | 7,7 из 10 на основе 6 рецензий  | 24 133, позиция в Северной Америке — 112   |
| 5  | I’ll Be Your Poison             | 20 января 2016   | 8,9 из 10 на основе 5 рецензий  | 22 724, позиция в Северной Америке — 97    |
| 6  | Same Old Mistakes               | 20 апреля 2016   | 8,1 из 10 на основе 7 рецензий  | 22 231, позиция в Северной Америке — 92    |
| 7  | In Decay                        | 25 мая 2016      | 8,2 из 10 на основе 4 рецензий  | 21 487, позиция в Северной Америке — 86    |
| 8  | Dissolve Me                     | 6 июля 2016      | 8,5 из 10 на основе 3 рецензий  | 21 688, позиция в Северной Америке — 106   |
| 9  | Digital Boy                     | 3 августа 2016   | 8,8 из 10 на основе 4 рецензий  | 20 860, позиция в Северной Америке — 122   |
| 10 | Hard Frontier                   | 31 августа 2016  | 9 из 10 на основе 6 рецензий    | 20 355, позиция в Северной Америке — 126   |

### Сборники
| Название                          | Тип              | Дата выхода     | Собранный материал | Кол-во страниц | ISBN                       | Предполагаемый объём продаж (первый месяц) |
| --------------------------------- | ---------------- | --------------- | ------------------ | -------------- | -------------------------- | ------------------------------------------ |
| Tokyo Ghost Vol. 1: Atomic Garden | Мягкая обложка   | 9 марта 2016    | Tokyo Ghost #1-5   | 136            | 978-1632156631, 1632156636 | 6 929, позиция в Северной Америке — 4      |
| Tokyo Ghost Vol. 2: Come Join Us  | Мягкая обложка   | 12 октября 2016 | Tokyo Ghost #6-10  | 128            | 978-1632159144, 1632159147 | 5 294, позиция в Северной Америке — 4      |
| Tokyo Ghost Deluxe Edition        | Твёрдый переплёт | 5 июля 2017     | Tokyo Ghost #1-10  | 272            | 978-1534300460, 1534300465 | 1 922, позиция в Северной Америке — 28     |

## Отзывы
На сайте Comic Book Roundup серия имеет оценку 8,5 из 10 на основе 78 рецензий. Джефф Лейк из IGN дал первому выпуску 8 баллов из 10 и написал, что он «даёт серии хороший старт, и с чисто адреналиновой точки зрения вам будет трудно найти что-то лучше». Мэтт Литтл из Comic Book Resources отмечал, что «когда Ремендер пишет более сложную научную фантастику, он обычно немного глубже вникает в эмоциональную основу своих персонажей». Дэвид Пепос из Newsarama поставил дебюту оценку 8 из 10 и сравнил комикс с такими произведениями как Ronin и Body Bags. Тони Герреро из Comic Vine вручил первому выпуску 4 звезды из 5 и подчеркнул, что в нём «есть несколько больших и сумасшедших экшн-сцен». Дэнни Ривера из ComicsVerse посчитал, что дебют хорошо представляет лор и персонажей. Денис Варков из «Канобу» писал, что «„Токийский призрак“ цепляет своей атмосферой».

## Фильм
В марте 2021 года стало известно, что Legendary Entertainment отвечает за производство фильма по мотивам комикса. Режиссёром и продюсером выступит Кэри Фукунага.

### Комментарии
1. ↑  Русскоязычное название — «Токийский призрак. Том 1: Атомный сад»[41].
2. ↑  Русскоязычное название — «Токийский призрак. Том 2: Будь с нами»[44].